# Nealcidion cristulatum
Nealcidion cristulatum là một loài bọ cánh cứng trong họ Cerambycidae.